# Tetraodon erythrotaenia
Tetraodon erythrotaenia är en fiskart som beskrevs av Pieter Bleeker 1853. Tetraodon erythrotaenia ingår i släktet Tetraodon och familjen blåsfiskar. Inga underarter finns listade i Catalogue of Life.